# کلی مارتن
کلی مارتن (انگلیسی: Kellie Martin؛ زادهٔ ۱۶ اکتبر ۱۹۷۵) یک هنرپیشه اهل ایالات متحده آمریکا است. وی از سال ۱۹۸۲ میلادی تاکنون مشغول فعالیت بوده‌است.
از فیلم‌ها یا برنامه‌های تلویزیونی که وی در آن نقش داشته‌است می‌توان به یه فیلم مسخره، تحت‌تعقیب‌ترین‌های مالیبو و سربازان بورلی هیلز اشاره کرد.